# カリラ・アリ
カリラ・カマチョ＝アリ（Khalilah Camacho-Ali、1950年3月17日 - ）は、アメリカ合衆国の女優であり、プロボクサー・モハメド・アリの最初の妻である。

## 生涯
1950年3月17日にベリンダ・ボイド(Belinda Boyd)として生まれた。シカゴでイスラム教学校に通った。両親はネーション・オブ・イスラムのメンバーだった。父方の曽祖父はパキスタンのカラチ出身である。
1967年8月18日、17歳でモハメド・アリと結婚した。彼女は、この結婚はムスリムの両親によって手配されたものだと主張している。結婚後に夫に合わせてカリラ・アリに改名したが、古い友人や家族からはベリンダと呼ばれていた。夫が徴兵拒否により世界ヘビー級王座を剥奪されたとき（後に最高裁判決により回復された）、カリラは精神的、金銭的に夫を支援した。
アリの不倫により2人の関係は不和となり、カリラはアリを「不在の父親」だと非難した。1974年、アリは、後に妻となるヴェロニカ・ポルシェとの不倫を始め、マニラで行われたアリの対戦（スリラー・イン・マニラ）で対面したカリラとヴェロニカは対立した。1977年1月、カリラはアリと離婚した。離婚の後、カリラは「彼が言っていたこととは違っていたから、彼がモラルに欠けて家族を軽視していたから、私は彼と別れたのです。私は彼がモハメド・アリの名にふさわしくないと思うし、これからはカシアス・クレイと呼ぶつもりです」と述べた。
2人の間には4人の子供がいた。マリアム（愛称メイメイ、1968年生）、双子のジャミーラとラシェダ（1970年生）、モハメド・アリ・ジュニア（1972年生）である。カリラとの結婚中にアリは、ミヤ（1972年生）、カリア（1974年生）、ハナ（1976年生）など、不倫相手との間の子供を多数もうけた。
カリラは1980年代に2度結婚し、いずれも離婚した。現在の姓に含まれる「カマチョ」は、最後の夫の姓である。

## キャリア
カリラは空手を学び、1977年までに3段まで昇格した。カリラはジム・ケリーとスティーブ・サンダースに師事した。最終的には9段まで昇格した。
アフリカ系アメリカ人向けの雑誌『エボニー』の表紙に7回登場した。
1979年の映画『チャイナ・シンドローム』に出演しているほか、2020年のドキュメンタリー映画『マルコムX暗殺の真相』に出演している。